# Manglaya Sadak
Manglaya Sadak là một thị trấn thống kê (census town) của quận Indore thuộc bang Madhya Pradesh, Ấn Độ.

## Nhân khẩu
Theo điều tra dân số năm 2001 của Ấn Độ, Manglaya Sadak có dân số 5951 người. Phái nam chiếm 54% tổng số dân và phái nữ chiếm 46%. Manglaya Sadak có tỷ lệ 61% biết đọc biết viết, cao hơn tỷ lệ trung bình toàn quốc là 59,5%: tỷ lệ cho phái nam là 71%, và tỷ lệ cho phái nữ là 50%. Tại Manglaya Sadak, 15% dân số nhỏ hơn 6 tuổi.